# Whitchurch-on-Thames
Whitchurch-on-Thames – wieś w Anglii, w hrabstwie Oxfordshire, w dystrykcie South Oxfordshire. Leży 32 km na południe od Oksfordu i 67 km na zachód od Londynu. W 2001 miejscowość liczyła 758 mieszkańców.